# Nikutoru Village
Nikutoru Village är en ort i Kiribati.   Den ligger i örådet Tabiteuea och ögruppen Gilbertöarna, i den sydöstra delen av landet, 400 km sydost om huvudstaden Tarawa. Nikutoru Village ligger 9 meter över havet och antalet invånare är 168. Den ligger på ön Nuguti.
Terrängen runt Nikutoru Village är mycket platt.  Närmaste större samhälle är Buariki Village, 1,4 km väster om Nikutoru Village. 